# Широковский сельский округ
Широ́ковский се́льский окру́г (каз. Широков ауылдық округі) — административная единица в составе Сандыктауского района Акмолинской области Республики Казахстан. Административный центр — село Богородка.

## География
Сельский округ расположен в юго-восточной части района, граничит:
- на востоке с Васильевским сельским округом,
- на юго-востоке с аулом Мадениет,
- на юге с Берликским сельским округом,
- на западе с Максимовским сельским округом,
- на севере с Каменским сельским округом.

Через территорию сельского округа протекают реки Атыжок и Жабай.

## Население
| Численность населения | Численность населения | Численность населения |
| 1989                  | 1999                  | 2009                  |
| --------------------- | --------------------- | --------------------- |
| 1498                  | ↘1177                 | ↘848                  |

## Состав
В состав сельского округа входят 2 населённых пунктов.
| № | Населённый пункт | Тип населённого пункта       | Население, 1989 | Население, 1999 | Население, 2009 |
| - | ---------------- | ---------------------------- | --------------- | --------------- | --------------- |
| 1 | Богородка        | село, административный центр | 883             | 642             | 586             |
| 2 | Дорогинка        | село                         | 615             | 535             | 262             |